# De Havilland DH.92 Dolphin
Il de Havilland DH.92 Dolphin fu un prototipo britannico di biplano leggero di linea realizzato dalla de Havilland negli anni trenta.

## Storia
Il Dolphin fu pensato come una versione ammodernata del Dragon Rapide, su cui furono anche applicate le idee alla base dei velivoli DH.86 Express e del DH.90 Dragonfly, ma sfruttando nuove tecniche di costruzione. Dal DH.86 ereditò la forma del muso in grado di accogliere l'equipaggio nei due posti a sedere disposti uno a fianco dell'altro, mentre dal Dragonfly ereditò la conformazione alare, con ali di grandezza diversa. Inizialmente fu equipaggiato con un carrello d'atterraggio fisso, come nei vecchi biplani, ma successivamente questo venne sostituito con un carrello rientrante simile a quello montato sul de Havilland DH.88. Come novità per i passeggeri furono montate delle scale che consentivano un agevole accesso ai posti a sedere. Come motori vennero scelti due de Havilland Gipsy Six da 204 hp (152 kW) mentre i serbatoi di carburante furono alloggiati nelle ali, come nel Dragonfly, per prevenire rischi di incendio.
Di questo velivolo venne realizzato un solo prototipo che volò la prima volta il 9 settembre del 1936; dai documenti di Geoffrey de Havilland si evince che l'aereo volò solo in un'altra occasione. Comunque il progetto venne abbandonato per via del peso eccessivo e il prototipo venne smantellato nel dicembre del 1936.